# Bệnh trypanosoma
Bệnh trypanosoma hay bệnh ngủ là bệnh do ký sinh trùng gây ra ở người và các động vật khác. Bệnh do ký sinh trùng loài Trypanosoma brucei gây ra. Hai loại gây bệnh ở người là Trypanosoma brucei gambiense (T.b.g) và Trypanosoma brucei rhodesiense (T.b.r.). T.b.g gây ra 98% các ca được ghi nhận. Cả hai đều lây truyền qua ruồi tsetse và phổ biến nhất ở vùng nông thôn. 
Khởi đầu, trong giai đoạn 1 của bệnh có sốt, nhức đầu, ngứa, và đau khớp. Giai đoạn này bắt đầu sau khi bị ruồi cắn 1- 3 tuần. Sau nhiều tuần đến nhiều tháng, bệnh chuyển sang giai đoạn 2 với các triệu chứng lẫn, phối hợp động tác kém, tê và rối loạn giấc ngủ. Chẩn đoán bệnh dựa trên xét nghiệm phết máu hoặc dịch của hạch lympho để tìm ký sinh trùng. Chọc ống sống thắt lưng thường cần để xác định bệnh đang ở giai đoạn 1 hay giai đoạn 2.
Phòng ngừa bệnh nguy hiểm này bằng cách xét nghiệm máu để tìm T.b.g ở những người có nguy cơ mắc bệnh. Việc điều trị dễ dàng hơn khi bệnh được phát hiện sớm và trước khi có triệu chứng thần kinh. Ở giai đoạn 1 của bệnh, điều trị bằng thuốc pentamidine hoặc suramin. Ở giai đoạn 2, điều trị bằng thuốc  eflornithine hoặc kết hợp nifurtimox và eflornithine để diệt T.b.g. Trong khi melarsoprol đều hiệu quả ở cả hai giai đoạn, melarsoprol thường chỉ được dùng để diệt T.b.r. do thuốc có tác dụng phụ nguy hiểm.
Bệnh thường xảy ra ở một số vùng châu Phi cận Sahara, nơi có số người có nguy cơ mắc bệnh khoảng 70 triệu ở 36 nước. Tính đến năm 2010, bệnh gây khoảng 9,000 ca tử vong, giảm từ con số 34,000 ca tử vong vào năm 1990. Ước tính có 30,000 người hiện đang mắc bệnh và 7000 ca nhiễm mới vào năm 2012. Hơn 80% trong số các ca này xảy ra ở nước Cộng hòa Dân chủ Công gô. Có ba dịch lớn từng xảy ra trong lịch sử gần đây: một dịch xảy ra từ năm 1896 đến 1906, chủ yếu ở  Uganda và Lưu vực Công gô và 2 dịch vào năm 1920 và năm 1970 ở một số nước châu Phi. Các động vật khác, chẳng hạn như bò, có thể mang truyền bệnh và bị mắc bệnh.